# 復興フラッグ

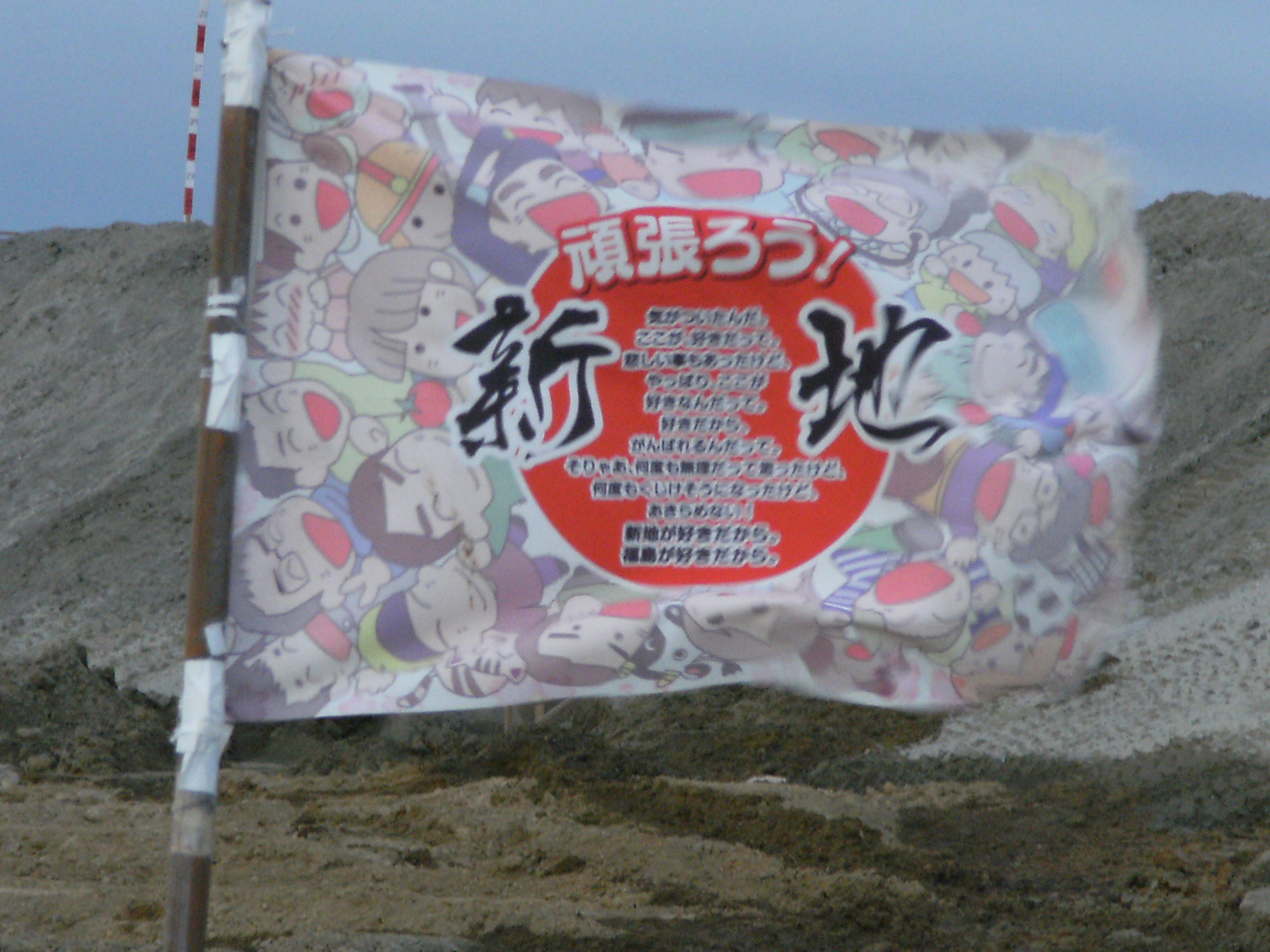
福島県新地町釣師地区にに立てられている復興フラッグ

復興フラッグ（ふっこうフラッグ）は、福島県新地町の海沿い、東日本大震災で甚大な被害を受けた釣師地区、現在の釣師防災緑地公園内、復興フラッグ広場に掲示されている旗。（北緯37度52分32.5秒 東経140度55分10.4秒 / 北緯37.875694度 東経140.919556度）

## 概要
平成23年3月11日に発生した東日本大震災において大きな被害を受けた新地町の沿岸部で捜索活動を行っていた自衛隊隊員が、瓦礫の中から４つに折りたたまれた小学校の名前の入った日の丸の旗を見つけ、アルミサッシフレームの瓦礫を旗竿として、変わり果てた新地の街に掲げたのが始まり。（初代）
その後、同じ仲間の隊員がもっと大きい旗をと、隊にあった日の丸の旗に言葉を添えて掲げた。（2代目）

平成25年末、風雨により劣化した旗を見かねた地元ライダーを中心としたメンバーが、福島県あったかふくしま観光交流大使のおくさんデザインにより新しい旗を作成、平成26年1月1日より「復興フラッグ」として掲げた。（3代目）

平成26年中に復興工事のため、交差点北東角から道路向かい側の交差点南西角に移設。また、海風による劣化のため同デザイン（4代目）の旗に替わっている。
回収した復興フラッグ（3代目）は、九州のバイク乗りの手によりツーリングイベント的に九州各地に掲示されていた。

平成27年1月1日、同デザインで一回り大きいサイズ（5代目）の旗に替わった。
また、新しいプロジェクトとして、
①有志が復興フラッグを持って、全国各地のライダー仲間のもとを訪問する。
②全国のライダー仲間に復興フラッグを送り、各地でツーリングしてもらう。
が行われている。

平成27年8月25日からは、復興工事の支障となるため沿岸部の公園が完成するまでの期間、新地町役場の駐車場に仮に移設されている。

※3代目以降の復興フラッグについては、劣化により不定期に交換されている。

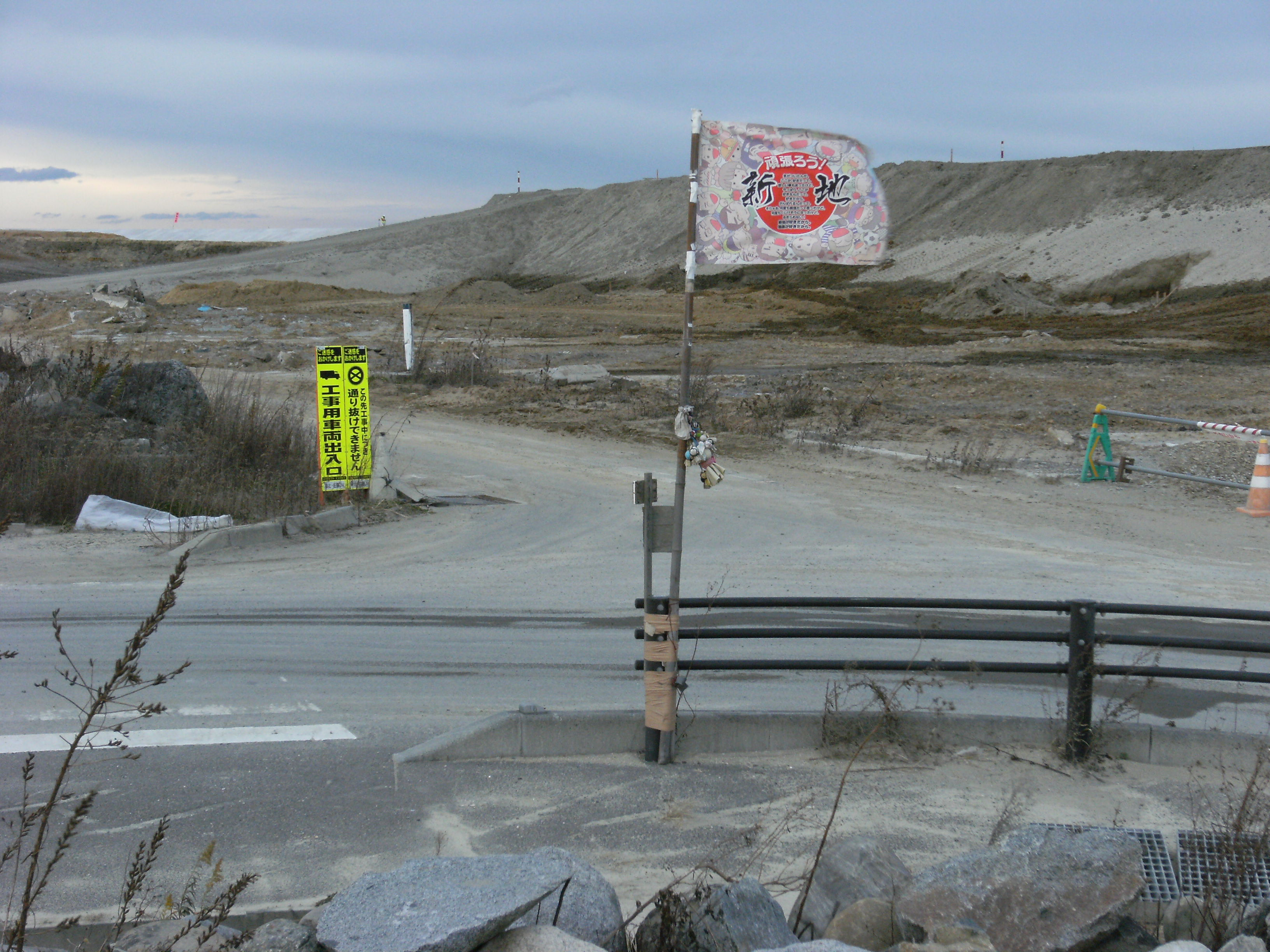
復興工事区域に立っている復興フラッグ（4代目）

## 交通アクセス
- 常磐道新地インターチェンジから車で約10分。
- 復興工事のため新地町役場に仮設中　平成27年8月25日～　googleMAP